# ام‌پی ۱۸

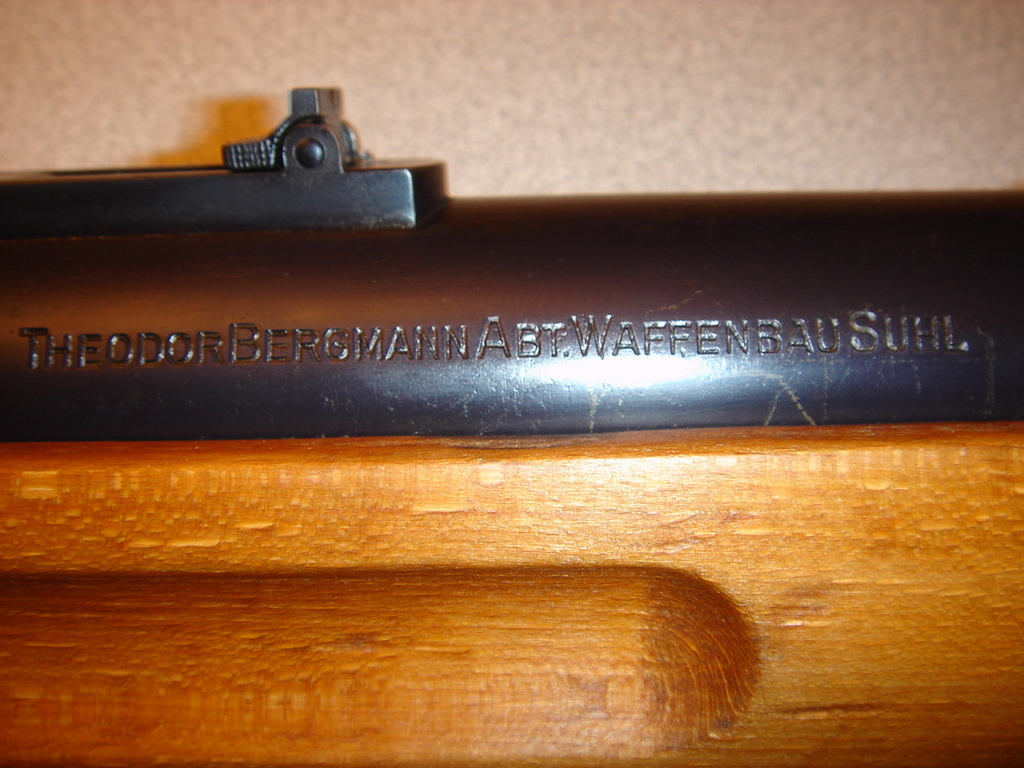
نشانه تجاری تئودور برگمن

ام‌پی ۱۸، مسلسلی دستی تولید شده توسط تئودور برگمن است. این مسلسل در سال سال ۱۹۱۸ توسط ارتش آلمان برای استفاده در جنگ جهانی اول مورد استفاده قرار گرفت. اگرچه تولید ام‌پی ۱۸ در دهه ۲۰ قرن بیستم به پایان رسید، اما طراحی آن پایهٔ تولید مسلسل‌های دستی میان سال‌های ۱۹۲۰ تا ۱۹۶۰ بود.